# Kościół św. Piotra i Pawła w Gulczu
Kościół św. Piotra i Pawła w Gulczu – katolicki kościół parafialny znajdujący się w Gulczu (gmina Wieleń), na północnym skraju Puszczy Noteckiej.
Początkowo funkcję kościoła pełniła kaplica pw. Chrystusa Króla mieszcząca się w dawnym zajeździe. Do budowy kościoła parafialnego przystąpiono dopiero po II wojnie światowej (1950), kiedy proboszczem był ks. Bernard Woltman. Budowę ukończono w 1953, a świątynia powstała według projektu architekta Franciszka Morawskiego w stylu zbliżonym do neoromańskiego z ośmioboczną wieżą. Kamień węgielny pochodzi z katedry poznańskiej, która ma tych samych patronów. Konsekrowany został 28 czerwca 1953 przez ks. abpa Walentego Dymka. Wyposażenie wnętrza projektował Józef Pade. W ołtarzu bocznym zlokalizowano zabytkowy późnobarokowy obraz Świętej Rodziny z około 1780, pochodzący z kościoła bernardyńskiego we Wschowie. Witraże wykonał w 1952 Stanisław Powalisz. Krucyfiks w kruchcie wyrzeźbił około 1900 ludowy artysta W. Kubiś. Obok wejścia do kościoła stoi kolumna z rzeźbą św. Wawrzyńca z 1953. Na elewacji przytwierdzona jest tablica pamiątkowa ku czci ks. proboszcza Bernarda Woltmana (2.7.1912 - 11.9.1987) - budowniczego świątyni (proboszczem był w latach 1949-1972). Przy kolumnie św. Wawrzyńca umieszczono we wrześniu 2011 głaz pamiątkowy ku czci ks. proboszcza Józefa Dymały (sprawował tę funkcję w latach 1983-2010)

## Galeria

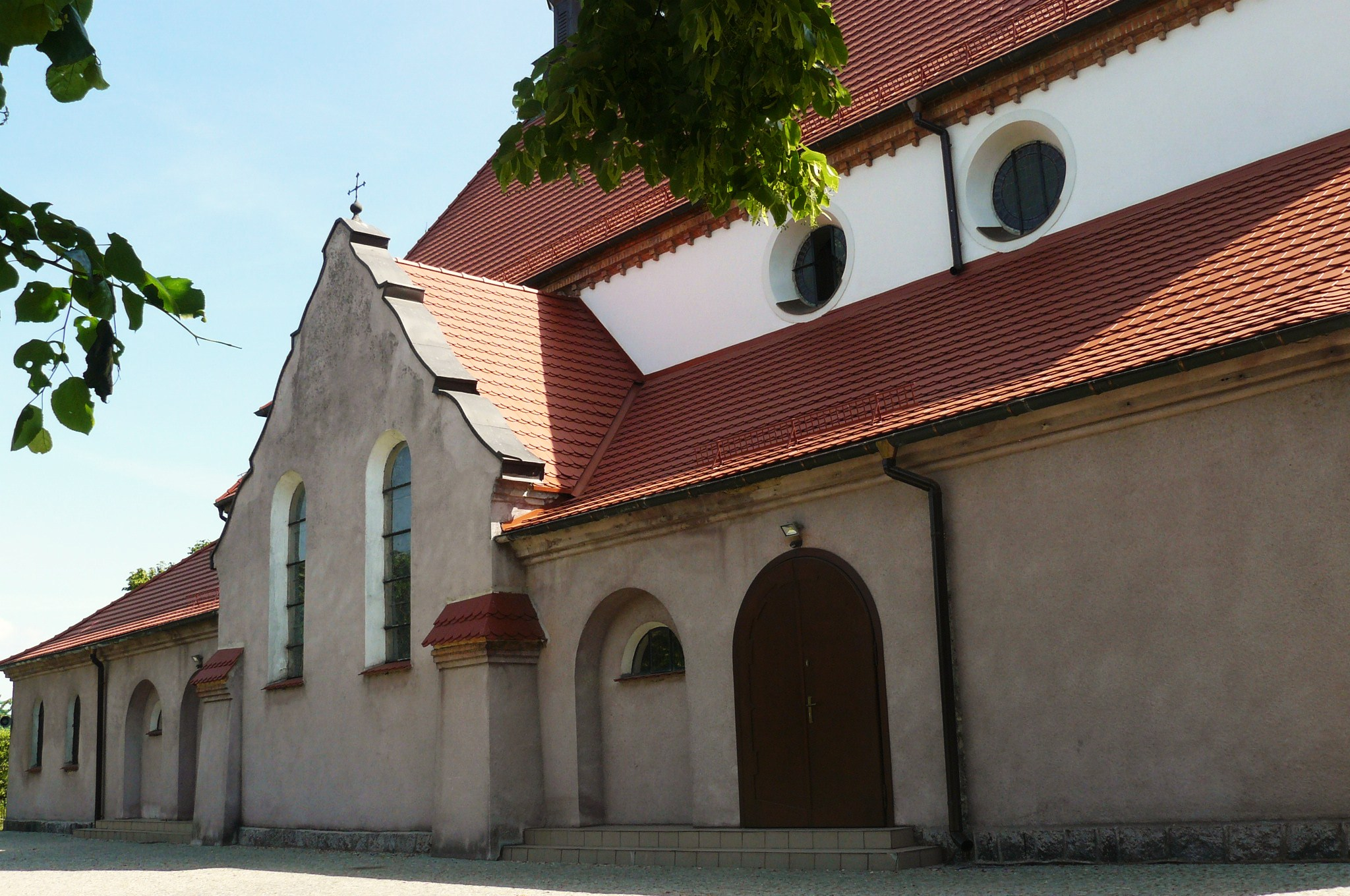
Elewacja boczna
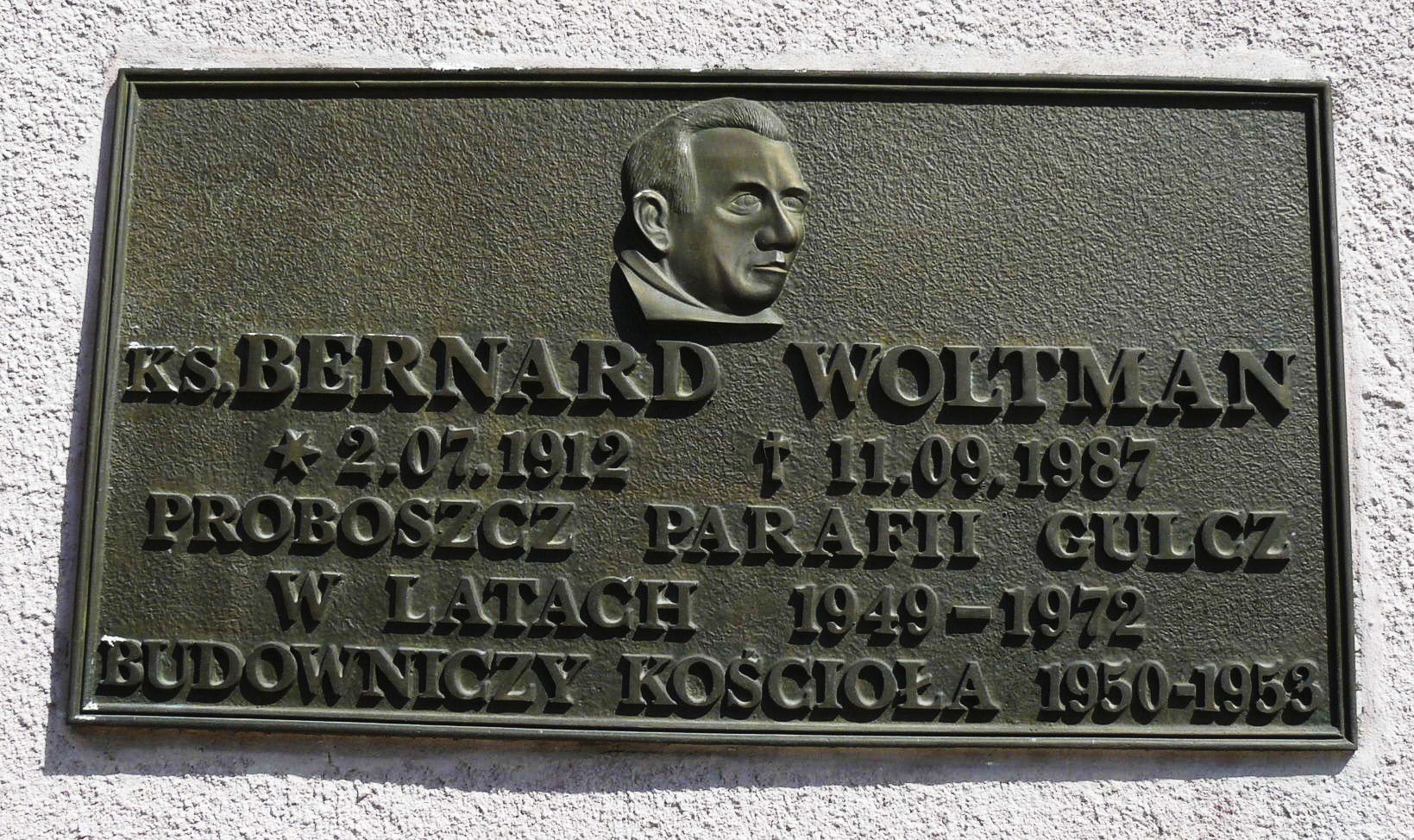
Tablica Bernarda Woltmana
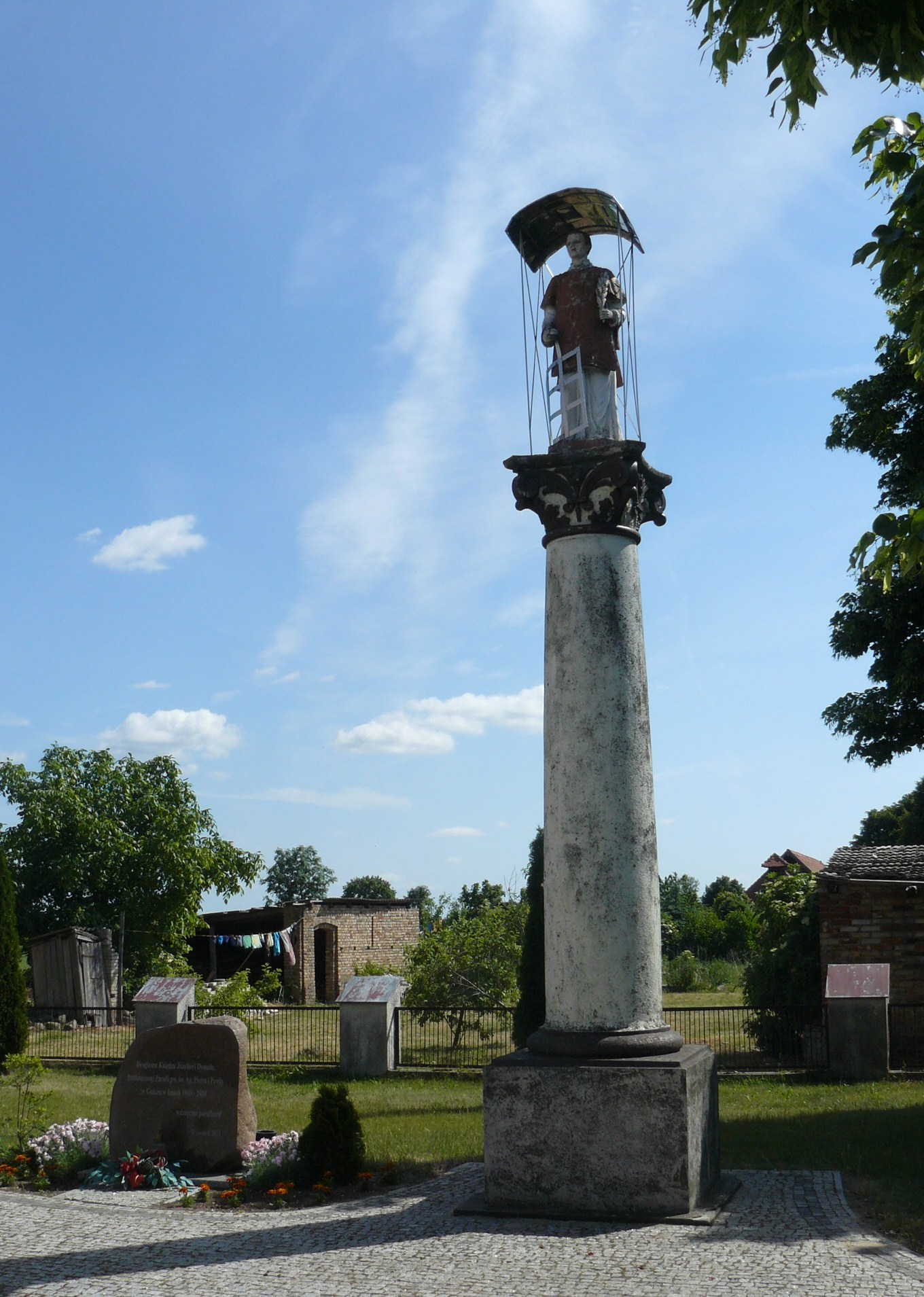
Kolumna św. Wawrzyńca